# Josef Franz Wagner
Josef Franz Wagner (Vienna, 20 marzo 1856 – Vienna, 5 giugno 1908) è stato un compositore e direttore d'orchestra austriaco.

## Biografia
Noto come "Re della Marcia" (appellativo che lo accomunava al celebre compositore di marce patriottiche americano John Philip Sousa), Josef Franz Wagner nacque il 20 marzo del 1856 a Vienna, città nella quale svolse con molto successo l'attività di capo banda militare e di compositore di marce militari.
Il suo maggiore successo fu la marcia Unter dem Doppeladler (Sotto la doppia aquila), marcia ancora oggi molto nota il cui titolo faceva riferimento all'Aquila bicipite, emblema dell'Impero austro-ungarico. Tale marcia entrò stabilmente nel repertorio del compositore e direttore d'orchestra americano John Philip Sousa che ne incise tre versioni; anche la Banda dell'Arma dei Carabinieri ne ha eseguito una versione diretta dal maestro Vincenzo Boccia ed una dal maestro Domenico Fantini per l'album La Fedelissima (RCA Italiana, KIS 239). Ancora oggi questo brano è la marcia ufficiale del 1º Reggimento d'Artiglieria austriaco.
Fra le altre composizioni di Wagner, le più popolari furono la marcia Tiroler Holzhackerbuaum (Marcia dei Boscaioli Tirolesi) e la polka Die lustigen Holzhackerbuam (Gli Allegri Boscaioli). 
Nel 1895 Wagner scrisse la sua unica opera, Der Herzbub, che ebbe il proprio debutto a Vienna.
Josef Franz Wagner morì nella sua città natale il 5 giugno 1908 e fu sepolto nel Zentralfriedhof, il Cimitero Centrale di Vienna.